# CAGE FORCE (2009年12月)
CAGE FORCE（ケージ・フォース）は、日本の総合格闘技団体「CAGE FORCE」の大会の一つ。2009年12月5日、東京都江東区有明のディファ有明で開催された。

## 大会概要
メインイベントでは1年半ぶりの総合格闘技復帰戦となった戸井田カツヤが高橋渉と対戦し、チョークスリーパーで一本勝ち。
セミファイナルで藤井陸平と対戦予定であったKenjiはインフルエンザで欠場となり、ダニエル・ロッキンボーの代理出場が発表されるも、ロッキンボーも負傷欠場となったため、藤井の試合は消滅した。

## 試合結果

### プレリミナリー・ファイト
第1試合 フェザー級 3分3R
○  久高正仁 vs.  KOHEI ×
1R 2:21 TKO（レフェリーストップ：腕ひしぎ十字固め）
第2試合 バンタム級 3分3R
○  石田晋士 vs.  小川徹 ×
3分3R終了 判定3-0

### 本戦カード
第1試合 バンタム級 5分3R
○  遠藤大翼 vs.  安永有希 ×
2R 0:28 チョークスリーパー
第2試合 フェザー級 3分3R
○  津田勝憲 vs.  西野聡 ×
3R終了 判定3-0
第3試合 ウェルター級 5分3R
○  圭太郎 vs.  吉岡哲也 ×
3R 2:40 TKO（レフェリーストップ：腕ひしぎ十字固め）
第4試合 ライト級 5分3R
○  AB vs.  長岡弘樹 ×
1R 3:46 TKO（レフェリーストップ：三角絞め）
第5試合 ミドル級 5分3R
○  大類宗次朗 vs.  一慶 ×
3R 1:10 TKO（タオル投入）
第6試合 ミドル級 5分3R
－  藤井陸平 vs.  ダニエル・ロッキンボー －
中止（ロッキンボーの負傷欠場）
第7試合 フェザー級 5分3R
○  戸井田カツヤ vs.  高橋渉 ×
2R 0:28 チョークスリーパー